# اره‌کوسه گرمسیری
اره‌کوسه گرمسیری (نام علمی: Pristiophorus delicatus) نام یک گونه از راسته اره‌کوسه‌سانان است.